# Michele Panebianco

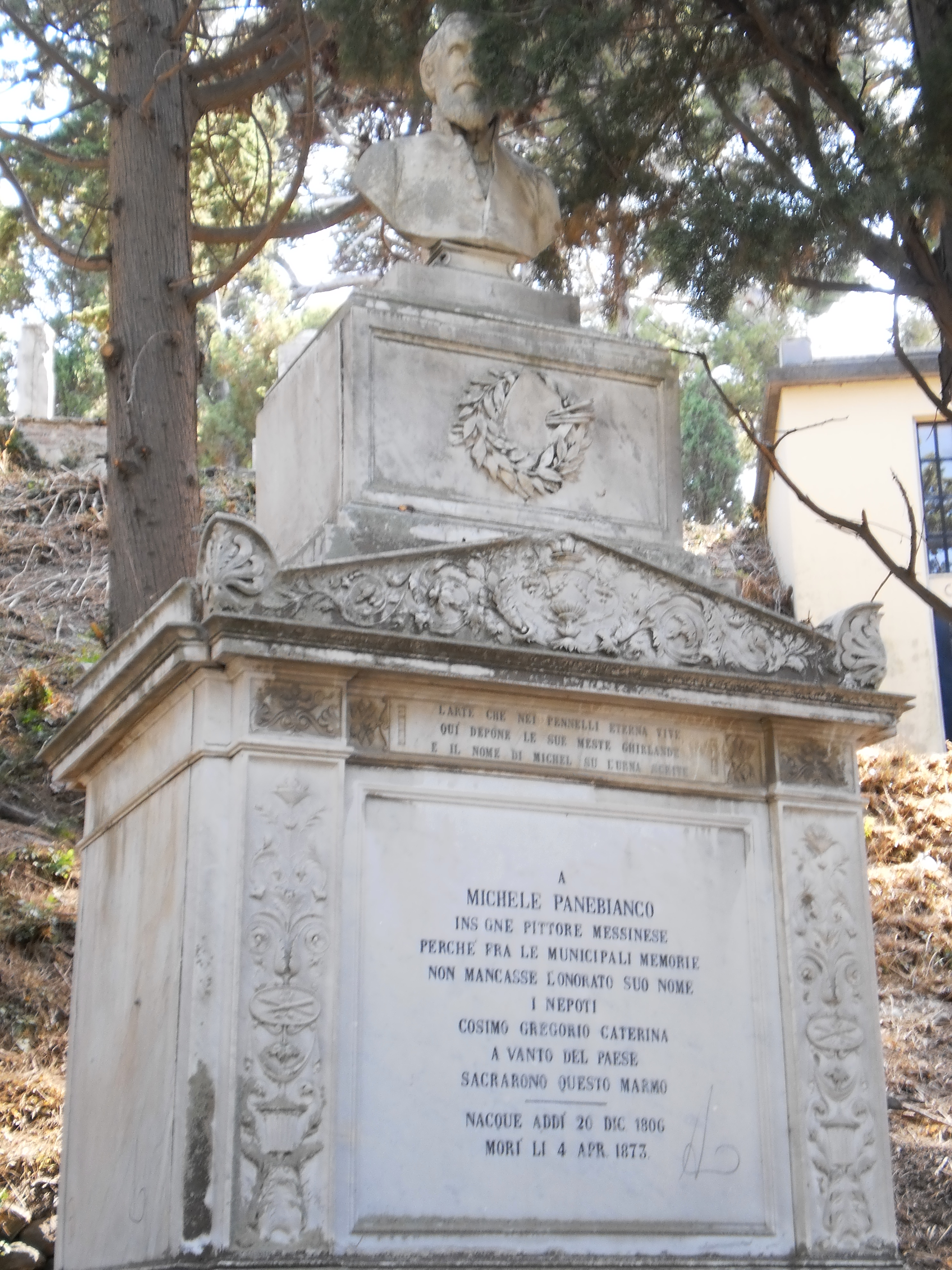
Grabstein von Michele Panebianco in Messina

Michele Panebianco (* 20. Dezember 1806 in Messina; † 4. April 1873 ebenda) war ein italienischer Maler des Klassizismus auf Sizilien.

## Leben
Panebianco war der Sohn von Cosimo und Caterina De Bartolo. Er war zunächst Schüler von Letterio Subba in Messina. Anschließend besuchte er dort die Zeichenschule des Collegio Carolino. Ein Stipendium seiner Heimatstadt ermöglichte ihm 1828 den Besuch der Accademia di San Luca in Rom, wo er bei Vincenzo Camuccini und Natale Carta (1790–1884) studierte. 1832 kehrte er nach Messina zurück, wo er sich hauptsächlich als Kopist von Heiligenbildern betätigte. Bildungsreisen 1845 und 1846 führten ihn nach Neapel, Mailand, Genua und Venedig. Dort  traf er mit den neoklassizistischen Malern Francesco Hayez und Luigi Sabatelli zusammen.
1852 wurde er Leiter der Zeichenschule an der Universität von Messina. Er unternahm 1854 mit einigen Studenten, unter ihnen Dario Querci (1831–1918) eine Studienreise nach Rom und wurde kurze Zeit später zum Mitglied der Congregazione dei Virtuosi del Pantheon ernannt. Im Jahr 1856 kehrte er nach Messina zurück, um seine Lehrtätigkeit wieder aufzunehmen. Etwa zeitgleich kam sein Lehrer Letterio Subba aus dem Exil auf Malta in seine Heimatstadt zurück, blieb aber aufgrund seines politischen Engagements zeitlebens in Messina geächtet, so dass Panebianco an seiner statt neben seiner Arbeit an der Universität mit zahlreichen öffentlichen und kirchlichen Aufträgen bedacht wurde.
Viele seiner Bilder gingen durch das große Erdbeben von Messina 1908 verloren.

## Werke (Auswahl)

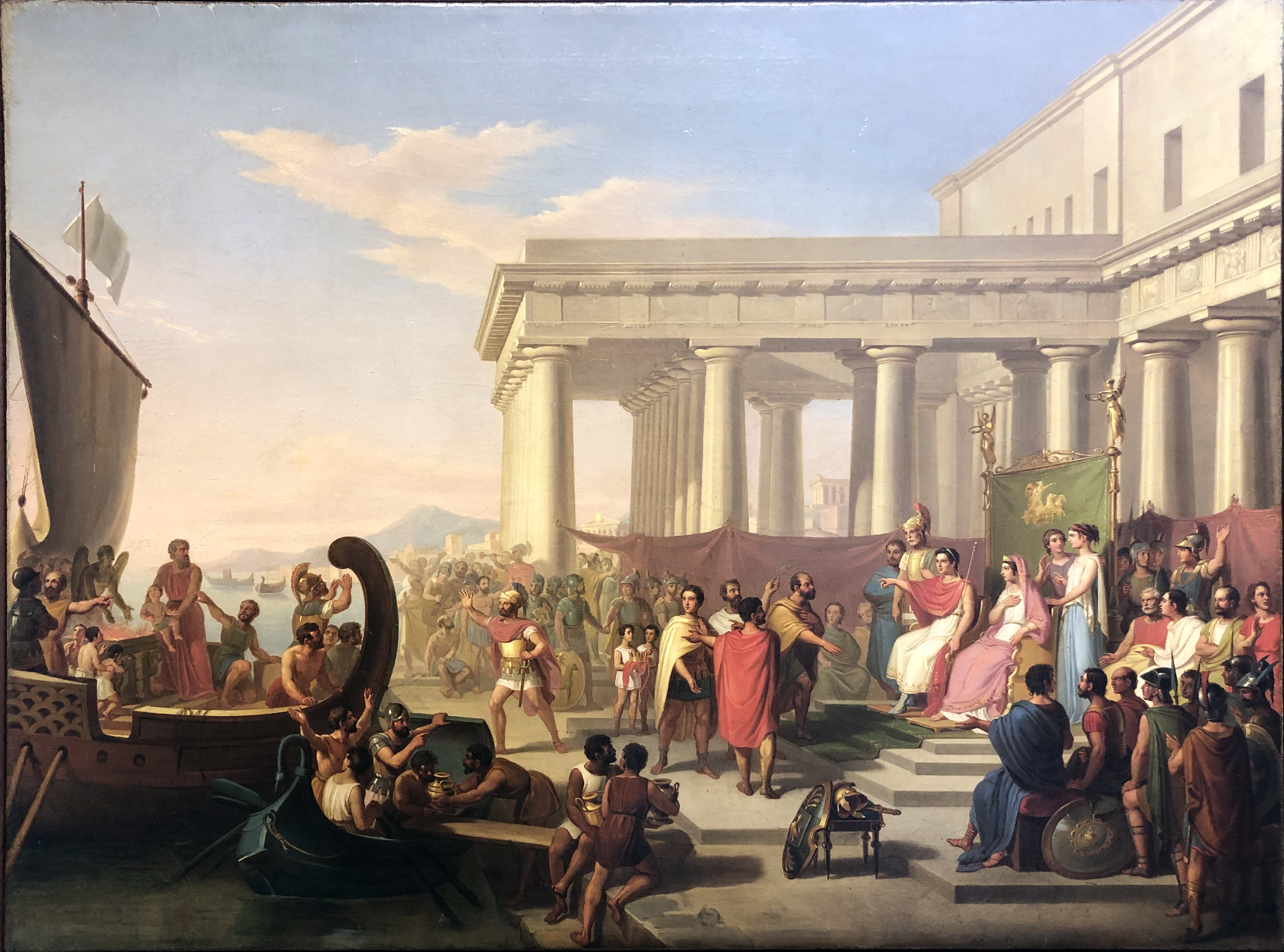
Gelon von Syrakus gewährt den besiegten Karthagern Frieden. Gemälde von Michele Panebianco, 1850; Vorlage für den Theatervorhang (Museo Regionale di Messina)

- Chiesa parrocchiale (Altolia): Altarbilder  „Kreuzabnahme“ 1850 und „Johannes der Täufer“
- Biblioteca Comunale (Palermo): Selbstbildnis im Famedio dei Siciliani illustri (n° 309)[1]
- Chiesa Madre in Barcellona Pozzo di Gotto: Altarbild “San Liberante” (1861) und “Sacra Cuore” (1862)
- Chiesa Madre in Aci Sant’Antonio: “Heiliger Antonius Abate”
- Chiesa di San Giovanni (Larderia): Altarbilder Madonna di Dinnammare
- Teatro Santa Elisabetta: Theatervorhang „Gelon befielt den besiegten Karthagern das Ende von Menschenopfern“ (1852), verloren
- Chiesa di Santa Maria di Porto Salvo in Reggio Calabria: Altarbild Jesus und Maria (1866)
- Kunsthandel (Antiquari di Firenze 2004): Gemälde „Heilige Familie“
- Christie’s (Rom), Auktion 8. April 1991: Gemälde “Pan und Siringa”